# Трент (Німеччина)
Трент (нім. Trent) — громада в Німеччині, розташована в землі Мекленбург-Передня Померанія. Входить до складу району Передня Померанія-Рюген. Складова частина об'єднання громад Вест-Рюген.
Площа — 35,40 км2. Населення становить 657 ос. (станом на 31 грудня 2020).

## Галерея

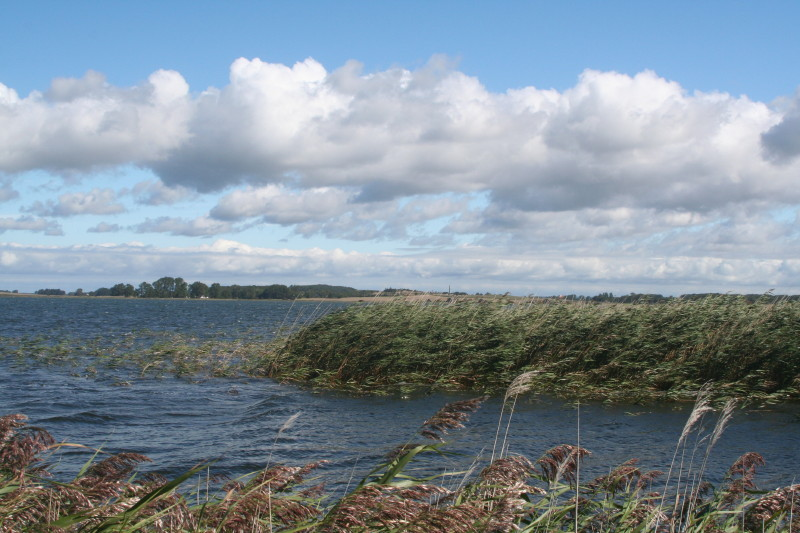
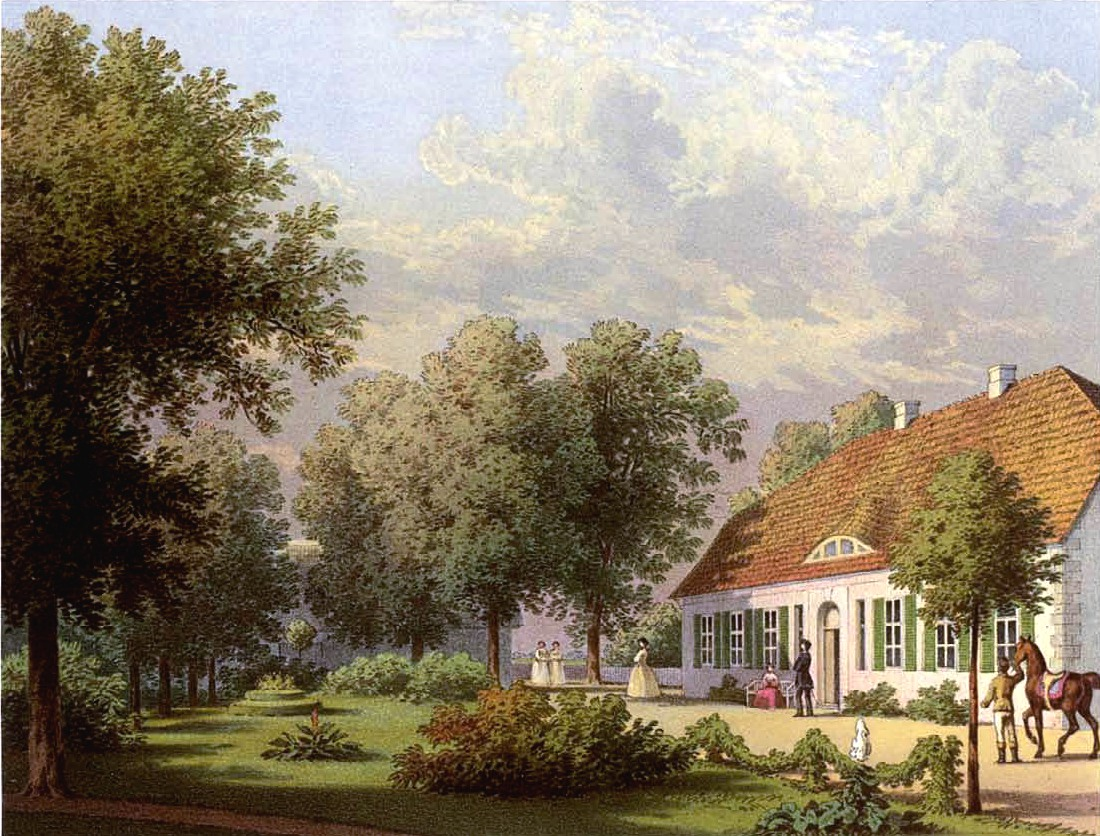
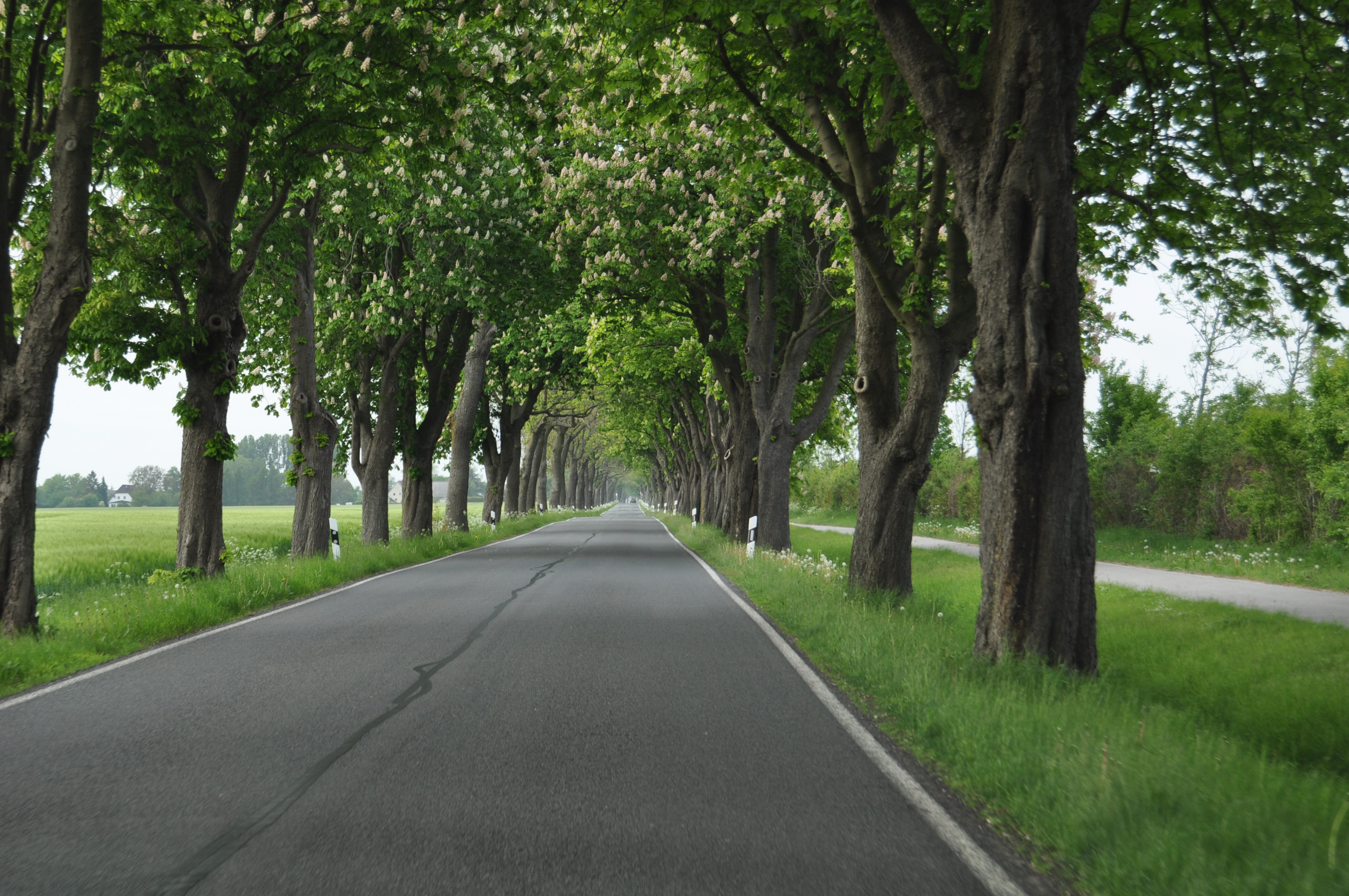
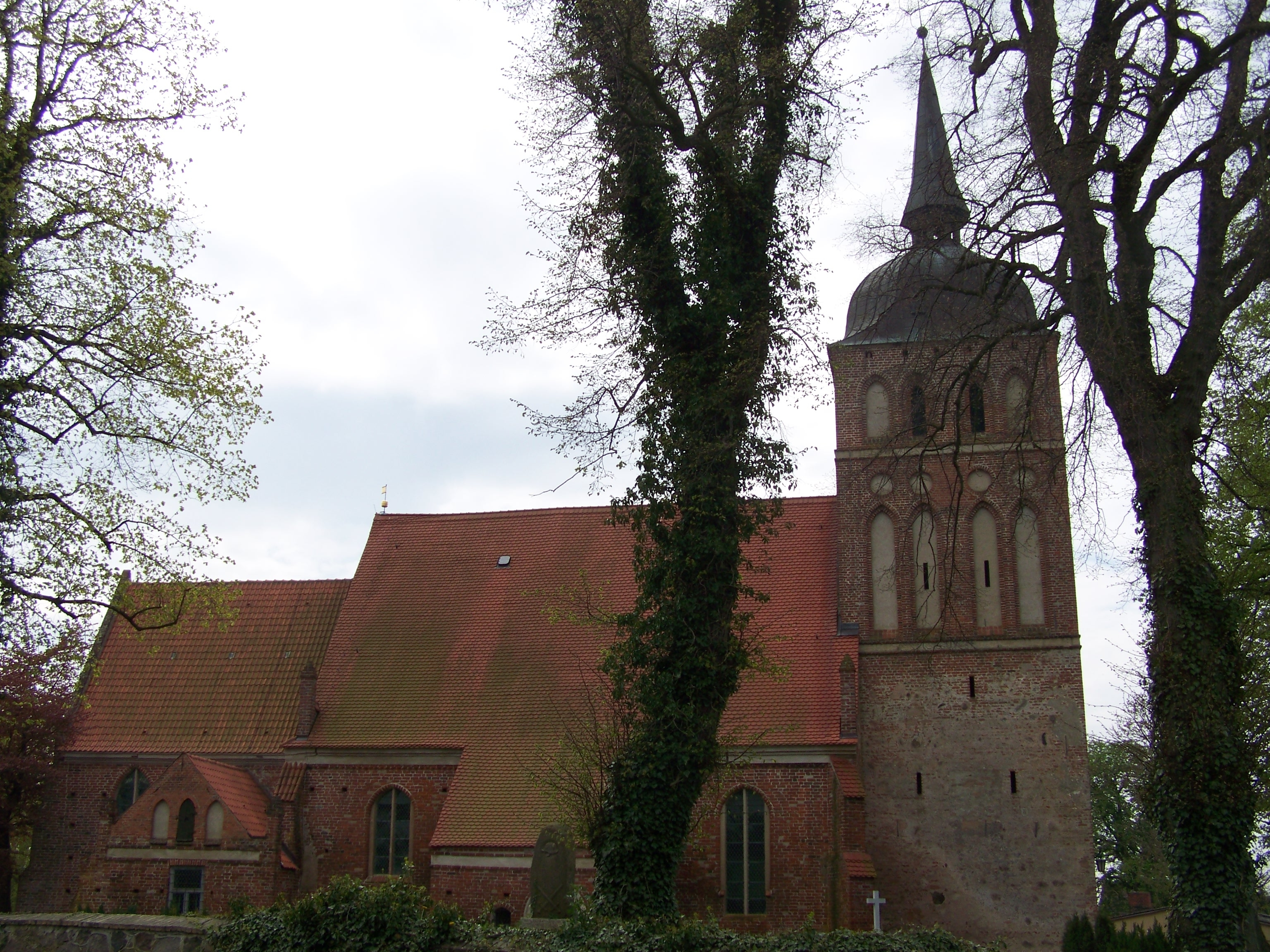
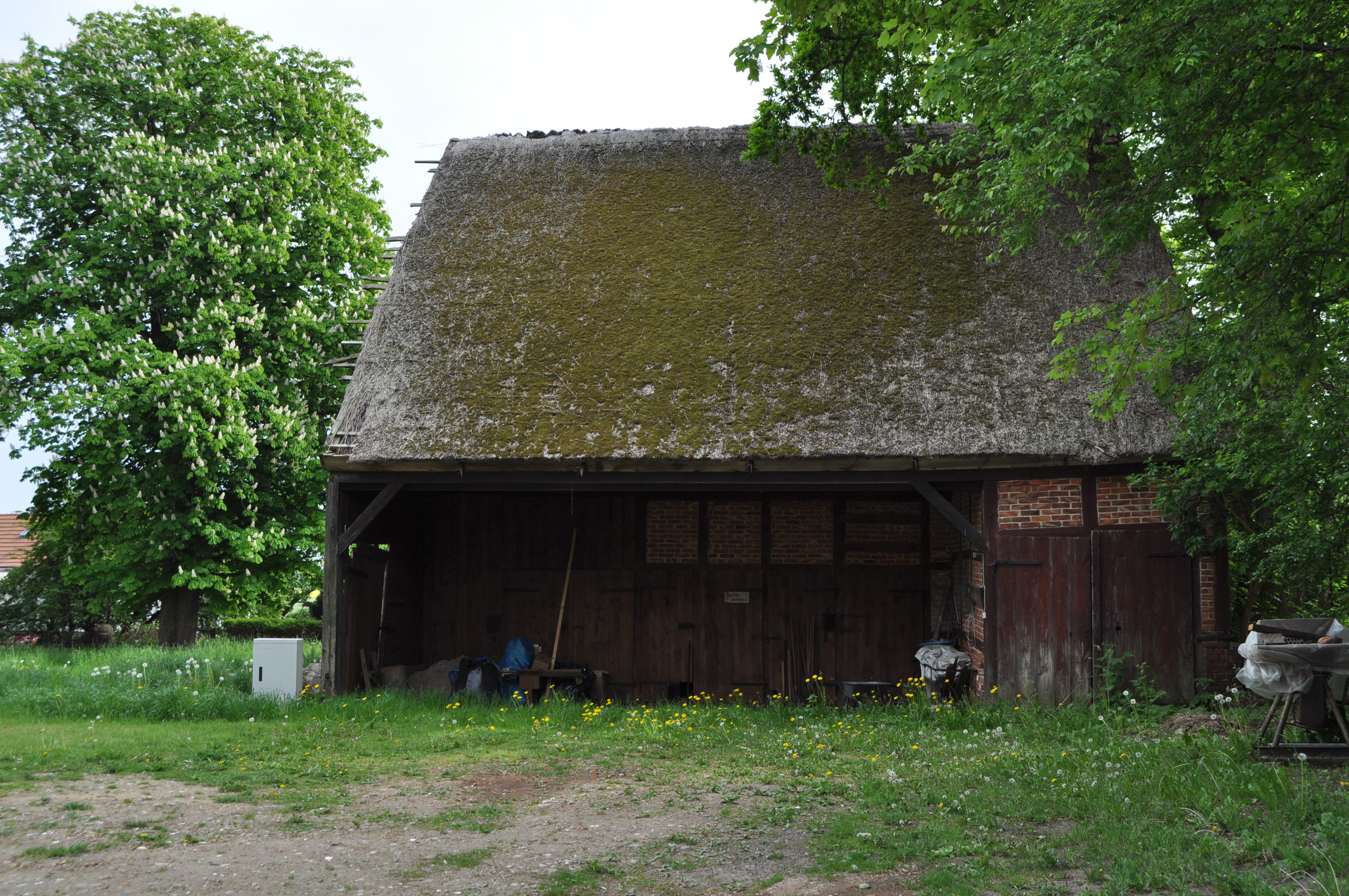
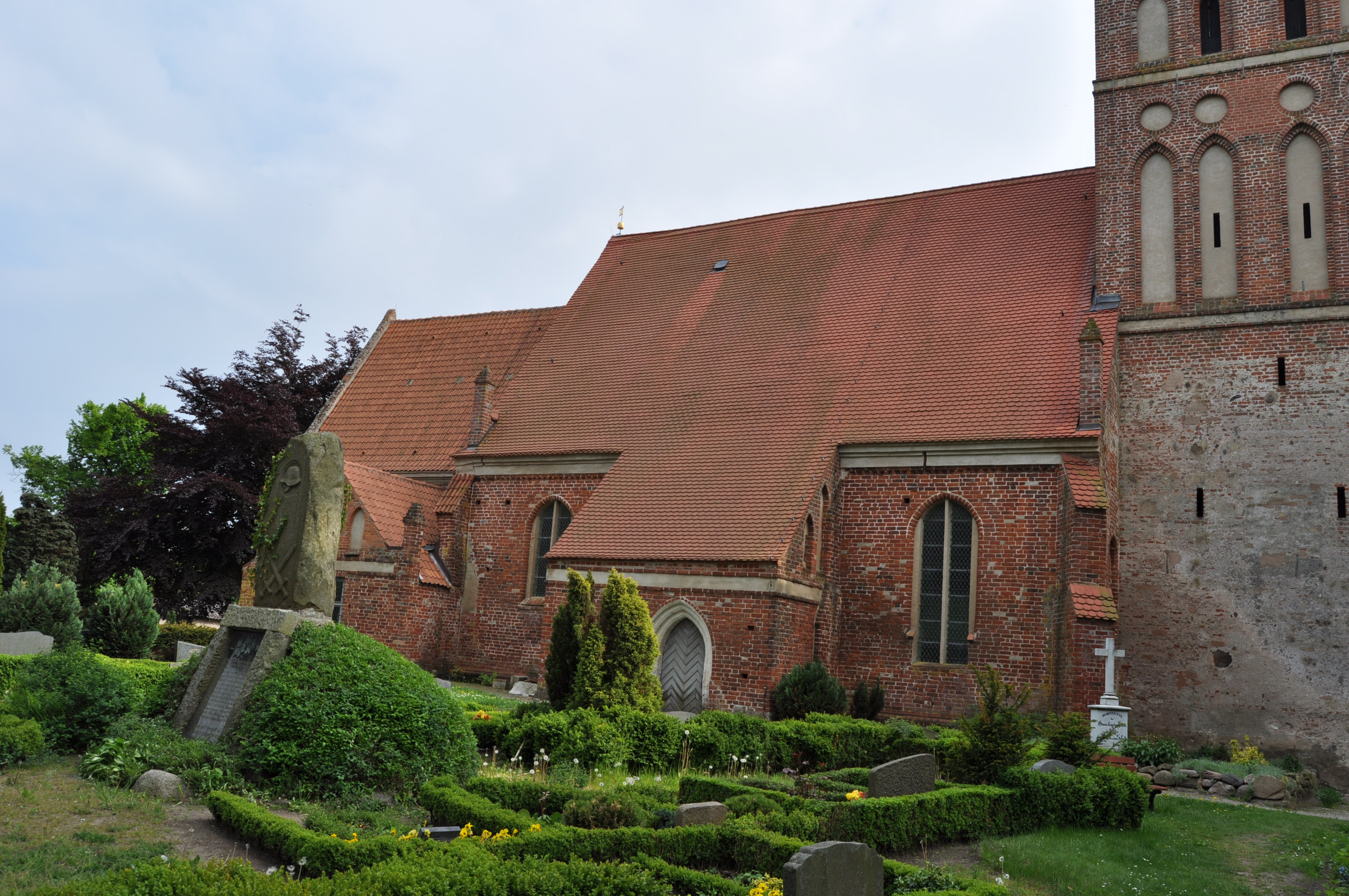